# 热吕日
热吕日（法語：Geruge，法語發音：[ʒəʁyʒ]）是法国汝拉省的一个市镇，位于该省西部，属于隆斯勒索涅区。

## 地理
热吕日（46°37'37"N, 5°31'45"E）面积4.36 平方千米，位于法国勃艮第-弗朗什-孔泰大區汝拉省，该省份为法国东部内陆省份，北起上索恩省，西北接科多尔省，西临索恩-卢瓦尔省，南至安省，东与杜省和瑞士接壤。
与热吕日接壤的市镇（或旧市镇、城区）包括：博尔奈、库尔布宗、热万热、马科尔奈、拉沙约斯。

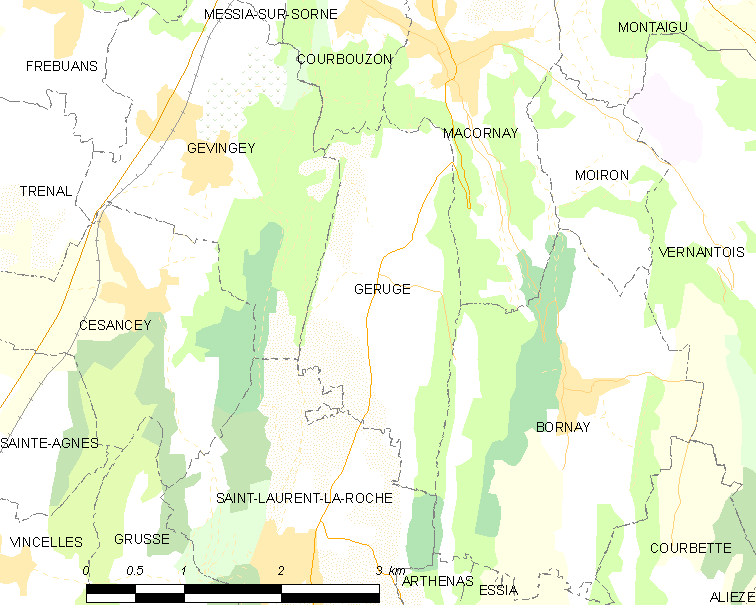
热吕日的OSM定位图

热吕日的时区为UTC+01:00、UTC+02:00（夏令时）。

## 行政
热吕日的邮政编码为39570，INSEE市镇编码为39250。

## 政治
热吕日所属的省级选区为隆斯勒索涅第二县。

## 人口

1962-2008年间热吕日人口变化图示

热吕日于2022年1月1日时的人口数量为189人。